# Sarah Timmann
Sarah Nina Timmann (* 1. April 1997 in Hamburg) ist eine deutsche Politikerin (SPD). Sie ist seit 2020 Mitglied der Hamburgischen Bürgerschaft.

## Leben
Timmann wuchs in Barmbek-Nord auf und besuchte das Gymnasium Klosterschule, an dem sie 2015 das Abitur ablegte. Sie ist Studentin der Rechtswissenschaft an der Universität Hamburg.
Timmann ist seit 2014 Mitglied der SPD und der Jusos. Seit 2018 ist sie Mitglied im Kreisvorstand der SPD Hamburg-Nord.
Bei der Bürgerschaftswahl in Hamburg 2020 wurde sie im Wahlkreis Barmbek – Uhlenhorst – Dulsberg (Wahlkreis 9) direkt in die 22. Bürgerschaft gewählt.